# Taylor Wang
Taylor Gun-Jin Wang (Jiangxi, 16 juni 1940) is een Chinees-Amerikaans voormalig ruimtevaarder. Wang zijn eerste en enige ruimtevlucht was STS-51-B met de spaceshuttle Challenger en vond plaats op 29 april 1985. Tijdens de missie werd er wetenschappelijk onderzoek gedaan in de Spacelab module.
Wang werd in 1983 geselecteerd door NASA. In 1985 verliet hij NASA en ging hij als astronaut met pensioen.